# Лигачёв, Валерий Алексеевич
Вале́рий Алексе́евич Лигачёв (род. 28 января 1959, Навля) — российский физик, специалист по физике полупроводников.

## Биография
Родился 28 января 1959 года в городе Навля Брянской области.
В 1982 году окончил МЭИ. В 1998 году защитил докторскую диссертацию по физико-математическим наукам на тему «Роль морфологии в формировании электронных спектров, оптических и электрофизических характеристик тонких плёнок a-Si: Н, а-С: Н и а-Si1-x Cx : Н».

## Научные достижения
Является автором более 50 статей по физике полупроводников.